# Inchoatia
Inchoatia es un género de moluscos gasterópodos pulmonados terrestres de la familia Clausiliidae.

## Descripción
Las especies clasificadas dentro del género Inchoatia son conquiliológicamente similares. Todos tienen conchas delgadas a muy delgadas, de tamaño pequeño a mediano, con papilas más o menos prominentes a lo largo de la sutura. El aparato clausilial es del llamado "tipo N", con una lámina en espiral y una plica principal.
Como en el género Albinaria, el tracto genital muestra un dimorfismo en la estructura penial, ya sea con una papila o un ciego.

## Distribución
Las especies dentro de este género se encuentran en áreas de piedra caliza de la parte central y occidental de Grecia continental, donde algunos taxones están restringidos a grandes altitudes. 

## Taxonomía
|  | Inchoatia inchoata inchoata                                                             |
|  |                                                                                         |
|  | \| \| Inchoatia inchoata klemmi \| \| \| \| \| \| Inchoatia inchoata regina \| \| \| \| |
|  |                                                                                         |
|  | Inchoatia inchoata klemmi                                                               |
|  |                                                                                         |
|  | Inchoatia inchoata regina                                                               |
|  |                                                                                         |

|  | Inchoatia inchoata klemmi |
|  |                           |
|  | Inchoatia inchoata regina |
|  |                           |

|  | Inchoatia inchoata inchoata                                                             |
|  |                                                                                         |
|  | \| \| Inchoatia inchoata klemmi \| \| \| \| \| \| Inchoatia inchoata regina \| \| \| \| |
|  |                                                                                         |
|  | Inchoatia inchoata klemmi                                                               |
|  |                                                                                         |
|  | Inchoatia inchoata regina                                                               |
|  |                                                                                         |

|  | Inchoatia inchoata klemmi |
|  |                           |
|  | Inchoatia inchoata regina |
|  |                           |

|  | Inchoatia haussknechti alticola |
|  |                                 |
|  | Inchoatia megdova megdova       |
|  |                                 |

|  | Inchoatia haussknechti hiltrudae    |
|  |                                     |
|  | Inchoatia haussknechti haussknechti |
|  |                                     |

|  | Inchoatia haussknechti alticola |
|  |                                 |
|  | Inchoatia megdova megdova       |
|  |                                 |

|  | Inchoatia haussknechti hiltrudae    |
|  |                                     |
|  | Inchoatia haussknechti haussknechti |
|  |                                     |

|  | Inchoatia haussknechti alticola |
|  |                                 |
|  | Inchoatia megdova megdova       |
|  |                                 |

|  | Inchoatia haussknechti hiltrudae    |
|  |                                     |
|  | Inchoatia haussknechti haussknechti |
|  |                                     |

|  | Inchoatia haussknechti alticola |
|  |                                 |
|  | Inchoatia megdova megdova       |
|  |                                 |

|  | Inchoatia haussknechti hiltrudae    |
|  |                                     |
|  | Inchoatia haussknechti haussknechti |
|  |                                     |

|  | Inchoatia inchoata inchoata                                                             |
|  |                                                                                         |
|  | \| \| Inchoatia inchoata klemmi \| \| \| \| \| \| Inchoatia inchoata regina \| \| \| \| |
|  |                                                                                         |
|  | Inchoatia inchoata klemmi                                                               |
|  |                                                                                         |
|  | Inchoatia inchoata regina                                                               |
|  |                                                                                         |

|  | Inchoatia inchoata klemmi |
|  |                           |
|  | Inchoatia inchoata regina |
|  |                           |

|  | Inchoatia inchoata inchoata                                                             |
|  |                                                                                         |
|  | \| \| Inchoatia inchoata klemmi \| \| \| \| \| \| Inchoatia inchoata regina \| \| \| \| |
|  |                                                                                         |
|  | Inchoatia inchoata klemmi                                                               |
|  |                                                                                         |
|  | Inchoatia inchoata regina                                                               |
|  |                                                                                         |

|  | Inchoatia inchoata klemmi |
|  |                           |
|  | Inchoatia inchoata regina |
|  |                           |

|  | Inchoatia haussknechti alticola |
|  |                                 |
|  | Inchoatia megdova megdova       |
|  |                                 |

|  | Inchoatia haussknechti hiltrudae    |
|  |                                     |
|  | Inchoatia haussknechti haussknechti |
|  |                                     |

|  | Inchoatia haussknechti alticola |
|  |                                 |
|  | Inchoatia megdova megdova       |
|  |                                 |

|  | Inchoatia haussknechti hiltrudae    |
|  |                                     |
|  | Inchoatia haussknechti haussknechti |
|  |                                     |

|  | Inchoatia haussknechti alticola |
|  |                                 |
|  | Inchoatia megdova megdova       |
|  |                                 |

|  | Inchoatia haussknechti hiltrudae    |
|  |                                     |
|  | Inchoatia haussknechti haussknechti |
|  |                                     |

|  | Inchoatia haussknechti alticola |
|  |                                 |
|  | Inchoatia megdova megdova       |
|  |                                 |

|  | Inchoatia haussknechti hiltrudae    |
|  |                                     |
|  | Inchoatia haussknechti haussknechti |
|  |                                     |

## Especies
Según Gittenberger y Uit de Weerd (2009)  y Uit de Weerd et al. (2009) el género Inchoatia incluye tres especies, cada una de las cuales tiene varias subespecies:
- Inchoatia haussknechti (O. Boettger, 1886) - sinónimo: Carinigera haussknechti
  - Inchoatia haussknechti haussknechti (O. Boettger, 1886)
  - Inchoatia haussknechti alticola (Nordsieck, 1974)
  - Inchoatia haussknechti hiltrudae (Nordsieck, 1974)
  - Inchoatia haussknechti orina (Westerlund, 1894)
  - Inchoatia haussknechti refuga (Westerlund, 1894)
  - Inchoatia haussknechti semilaevis (O. Boettger, 1889)
- Inchoatia inchoata (O. Boettger, 1889) - especie tipo,  sinónimo: Sericata inchoata
  - Inchoatia inchoata inchoata (O. Boettger, 1889)
  - Inchoatia inchoata klemmi (Nordsieck, 1972)
  - Inchoatia inchoata paramythica (Nordsieck, 1974)
  - Inchoatia inchoata regina (Nordsieck, 1972)
- Inchoatia megdova (Nordsieck, 1974) - sinónimo: Carinigera megdova
  - Inchoatia megdova megdova (Nordsieck, 1974)
  - Inchoatia megdova bruggeni Gittenberger & Uit de Weerd, 2009
  - Inchoatia megdova palatalifera (Hausdorf, 1987)
  - Inchoatia megdova tavropodensis (Fauer, 1993)